# جيف توماس (ملاكم)
جيف توماس (بالإنجليزية: Jeff Thomas)‏ مواليد سنة 1981 في دوردريخت، هو ملاكم محترف إنجليزي بدأ مسيرته الاحترافية سنة 2001. خاض 58 في وزن خفيف الولتر فاز بـ 37 منها.

## روابط خارجية
- جيف توماس على موقع بوكس ريك (الإنجليزية) (registration required)